# Keosauqua
Keosauqua è una città degli Stati Uniti d'America, situata nello Stato dell'Iowa, nella contea di Van Buren, della quale è il capoluogo.